# 松本直也
松本直也（日语：／ Matsumoto Naoya），日本漫畫家，代表作為《怪獸8號》。

## 經歷
松本直也畢業於阿佐谷美術專門學校，鳥山明的漫畫《七龍珠》啟發他成為漫畫家。
2005年，以《SPIRITUAL PEOPLE》入圍第22回Jump十二傑新人漫畫賞。同年，以獲得第27回Jump十二傑新人漫畫賞十二傑賞。2006年，同作品在《赤丸Jump》發表，為松本直也的出道作。
曾以《貓神研修生》參加JG1讀切祭，刊登於《週刊少年Jump》2009年27號，並於2009年50號至2010年11號連載。
2013年，《波奇酷洛》發表於《少年ジャンプNEXT!》2013 AUTUMN，並於2014年至2015年在《少年Jump+》連載。
2020年，代表作《怪獸8號》開始在《少年Jump+》連載，目前仍在連載中。本作於2024年被改編為電視動畫《怪獸8號》。

## 作品列表
- 粗體字是連載作品。
- 赤丸：『赤丸Jump』 /WJ：『週刊少年Jump』 / NEXT!：『少年Jump NEXT!』 / J+：『少年Jump+』 （皆為集英社出版）

|  | 連載作品 |  | 單篇作品 |

| 中文標題   | 日語標題         | 類別 | 發表雜誌                         | 備註                            |
| ---------- | ---------------- | ---- | -------------------------------- | ------------------------------- |
|            | SPIRITUAL PEOPLE | 單篇 |                                  | 第22回十二傑新人漫畫賞 最終候補 |
|            |                  | 單篇 | 赤丸 2006 WINTER                 | 第27回十二傑新人漫画賞 十二傑賞 |
|            | ROOM STRANGER    | 單篇 | 赤丸 2006 SUMMER                 |                                 |
|            |                  | 單篇 | 赤丸 2007 SPRING                 |                                 |
| 貓神研修生 |                  | 單篇 | WJ 2009年27号                    |                                 |
| 貓神研修生 |                  | 連載 | WJ 2009年50号 - 2010年11号       |                                 |
| 四海演武   |                  | 單篇 | NEXT! 2012 SPRING                |                                 |
| 波奇酷洛   |                  | 單篇 | NEXT! 2013 AUTUMN                |                                 |
| 波奇酷洛   |                  | 連載 | J+ 2014年9月22日 - 2015年7月31日 |                                 |
| 怪獸8號    |                  | 連載 | J+ 2020年7月3日 - 2025年7月18日  | 代表作                          |

## 師匠
- 水野輝昭
- 岩代俊明

## 外部連結
- 松本直也的X（前Twitter）（日語）